# بورکاتوو

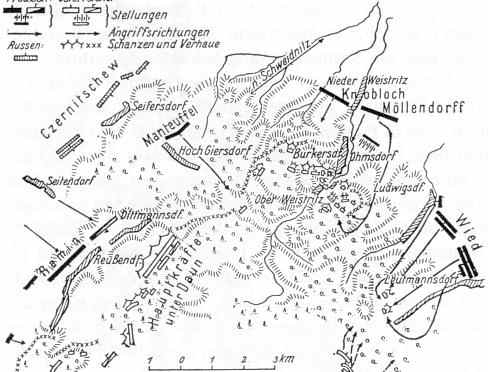
نبرد Burkersdorf به صورت شماتیک نشان داده شده است

بورکاتوو (به لهستانی:  Burkatów) یک روستا در لهستان است که در گمینا شویدنگتسا (استان سیلزی سفلی) واقع شده‌است.